# Sciades latior
Sciades latior là một loài bọ cánh cứng trong họ Cerambycidae.